# Ton Kas
Ton Kas, de son vrai nom Antonius Johannes Kas , né le 22 février 1959 à Amsterdam, est un acteur néerlandais.

## Filmographie
- 2000 : Leak de Jean Van de Velde : Ben Haverman[2]
- 2004 : In Orange de Joram Lürsen : Politieagent Willems
- 2008 : Succes de Diederik Ebbinge : Owner of the Snackbar[3]
- 2008 : Vox populi de Eddy Terstall[4]
- 2011 : De president de Erik de Bruyn : Aart[5]
- 2011 : The Heineken Kidnapping de Maarten Treurniet : Meneer Humbrechts[6]
- 2012 : De Ontmaagding Van Eva Van End de Michiel ten Horn : Evert[7]
- 2012 : Plan C de Max Porcelijn : Bram[8]
- 2013 : Fingers de Michiel ten Horn
- 2013 : Matterhorn de Diederik Ebbinge : Fred[9]
- 2013 : Bros Before Hos de  Steffen Haars et Flip van der Kuil[10]
- 2014 : Eddy & Coby de Jeroen Annokkée : Eddy[11]
- 2014 : Boys de Mischa Kamp : Theo[12]
- 2014 : Dummie de Mummie de Pim van Hoeve : Meester Krabbel[13]
- 2015 : The Glorious Works of G.F. Zwaen de Max Porcelijn : Leon[14]
- 2018 : Orange Fever de Pim van Hoeve[15]